# Anguille des sources
Thermarces cerberus
Espèce
L'Anguille des sources (Thermarces cerberus) est une espèce de poissons de la famille des zoarcidés vivant sur les monts hydrothermaux.

## Distribution
Thermarces cerberus se rencontre dans le Pacifique Est et dans le rift des Galápagos.